# Prusija
Različna ozemlja in vladavine z imenom Prusija so podane v Prusija (razločitev)
Prusija, monarhija brandenburških Hohenzollerjev, od leta 1918 republika (Freistaat) v okviru Weimarske republike.
Brandenburški Hohenzollerji so svojo monarhijo gradili postopoma, vztrajno in sistematično. Ime je dobila po Vojvodini Prusiji, ki so jo Branderburžani priženili leta 1618. Kraljevi naslov so najprej (1701) pridobili prav na tem ozemlju, kasneje pa se je pojem kraljevina Prusija razširil na vse njihove posesti. Kralj Friderik Viljem I. je organiziral urejeno in učinkovito državo in vojsko. Kralj Friderik II., Veliki, je v mnogih vojnah Avstriji iztrgal bogato Šlezijo, vzpodbudil prvo delitev Poljske in s pridobljenim poljskim ozemljem povezal ozemlje nekdanje Vojvodine Prusije s svojimi matičnimi brandenburškimi posestmi.
V napoleonskih vojnah je Prusiji sprva kazalo slabo, po Napoleonovem zlomu v Rusiji pa je njena vojska prevzela velik delež bremen v bojih za dokončno zmago nad Napoleonom. Na dunajskem kongresu je bila Prusija zato nagrajena z velikimi ozemeljskimi pridobitvami, vključno z več kot polovico kraljevine Saške. Svoja ozemlja je tako strnila od Saške do reke Njemen na vzhodu ter na zahodu oblikovala še veliko ločeno posest v Porenju.
Z nastopom ministrskega predsednika Otta von Bismarcka je Prusija prevzela pobudo pri združevanju nemških držav in leta 1867 ustanovila nacionalno Severnonemško zvezo. Po zmagi v vojni s Francijo (1871) se je pruski kralj Viljem I. okronal za nemškega cesarja. Odtlej je bila kraljevina Prusija največja in vodilna zvezna enota Nemškega cesarstva. Pruski kralj je bil istočasno nemški cesar, pruski ministrski predsednik pa istočasno nemški kancler. Zgodovina Prusije se je stopila z zgodovino Nemškega cesarstva.
Po porazu Nemškega cesarstva v prvi svetovni vojni je republika (Freistaat) Prusija postala največja zvezna dežela Weimarske republike. Hitler si je, potem ko je prišel na položaj nemškega kanclerja, prisvojil pruski upravni aparat in policijo ter z njuno pomočjo dokončno prevzel vso oblast v Nemčiji. Po porazu tretjega rajha v drugi svetovni vojni in njegovi delitvi v štiri okupacijske cone je 25. februarja 1947 Zavezniški nadzorni svet formalno razglasil razpustitev Prusije.

## Uvod
Prusija se je sprva imenovalo ozemlje med spodnjim tokom Visle in Njemnom, ki je bilo domovina baltskih Prusov, ki so jih prvi pokristjanjevalci v 11. in 12. stoletju zaman skušali pokristjaniti. 
Leta 1226 je poljski knez Konrad I. Mazovski za boj proti Prusom poklical na pomoč Nemški viteški red (križniki), ki ga je ogrski kralj Andrej II. ravnokar izgnal iz svoje države. Z zlato bulo cesarja Friderika II., s katero je cesar viteškemu redu podelil oblast v Prusiji, in z blagoslovom papeža Gregorja IX. so križniki v naslednjih desetletjih zavzeli deželo Prusov in se potem širili še naprej v Livonijo. Na njihovem ozemlju so zrasla bogata hanseatska mesta kot Gdansk, Torunj, Elbag.
Leta 1386 sta se Poljska in Litva združili v personalni uniji in nemški vitezi so dobili močnega soseda, ki jih je ogrožal. V letih 1409-10 je prišlo med nasprotnikoma do vojne, ki se je končala z bitko na Grunvaldskem polju, v kateri so bili vitezi odločilno premagani, njihov veliki mojster pa je v bitki padel. Odtlej vitezi vojaško niso več predstavljali velike sile. Vojna je viteško državo tudi notranje oslabila.
V drugi četrtini 15. stoletja so se stanovi v viteški državi združili v Prusko zvezo, ki se je pogajala s križniškim redom v glavnem glede dajatev. Represalije križniških oblasti proti članom zveze so leta 1454 pripeljale do upora. Vstajniki so za pomoč prosili poljskega kralja Kazimirja IV., ki se je odzval pritrdilno, kar je pripeljalo do trinajstletne vojne, ki se je končala leta 1466 z drugim torunjskim mirom. Nemški vitezi so se morali umakniti z ozemelj zahodno od Visle in iz pokrajin Chełmno in Warmija vzhodno od nje. Ta ozemlja, kjer so prebivalci pretežno še govorili poljsko, so odtlej pripadala poljski kroni in so poznana kot Kronska ali Kraljeva Prusija. Preostali del ozemlja, t. i. Vzhodna Prusija, je ostal nemškim vitezom, vendar kot fevd poljske krone. Svojo prestolnico so iz Gdanska preselili v Königsberg (današnji Kaliningrad).

## Vojvodska (Knežja) Prusija
V začetku 16. stoletja je prišlo med Nemškim viteškim redom in Poljsko-Litvo do napetosti in leta 1519 tudi do vojne. Poljski kralj Sigismund I., ki je bil tudi pod pritiskom Rusije (oziroma tedaj še Moskovske velike kneževine), je s svojim nečakom, velikim mojstrom viteškega reda Albertom (iz vzporedne veje brandenburških Hohenzollerjev), leta 1525 sklenil kompromisno rešitev: Albert (kot vojvoda vladal 1525-68) je po Lutrovem nasvetu sekulariziral viteški red in prestopil v luteransko vero, Sigismund pa mu je podelil Vzhodno Prusijo kot dedni fevd poljske krone. Ozemlje je odtlej poznano kot Knežja ali Vojvodska Prusija (ki je kot vojvodina obstajala do leta 1701).
Albertov sin Albert Friderik (vladal 1568-1618) je umrl brez moških potomcev in vojvodina je prešla na moža njegove najstarejše hčerke Ane, brandenburškega volilnega kneza Ivana Sigismunda (†1619). S tem sta volilna kneževina Brandenburg in Vojvodina Prusija prišli v personalno unijo.

## Brandenburg-Prusija
Poleg volilne kneževine Brandenburg in vojvodine Prusije je Ivan Sigismund od leta 1614 obvladoval tudi obrensko vojvodino Kleve ter grofiji Mark in Ravensberg. Šlo je torej za monarhijo, sestoječo iz med seboj nepovezanih ozemelj.
Sledila je tridesetletna vojna (1618-48). Neaktivni in vojaško šibki naslednik Ivana Sigismunda, Jurij Viljem (1619-1640), je skušal državo reševati tako, da je prestopal vedno na močnejšo med bojujočima se stranema, a to ni pomagalo, da ne bi preko njegovih ozemelj vedno znova korakale različne vojske, največ švedska, in jo popolnoma opustošile.
Sin Jurija Viljema, Friderik Viljem (1640-88) je z vestfalskim mirom leta 1648 dobil del Vzhodnega Pomorjanskega (Hinterpommern) ter škofije Cammin, Hlaberstadt in Minden ter poleg tega še pravico do nadškofije Magdeburg (ki je prišla pod Brandenburg leta 1680, po smrti saškega upravnika). Z vojaškim posredovanjem v švedsko-poljski vojni (1655-60) in z diplomacijo je dosegel ukinitev poljske suverenosti nad Vojvodino Prusijo (sporazum s poljskim kraljem Janom II. Kazimirjem leta 1657 v Wehlauu in Brombergu, ki je bil leta 1660 mednarodno priznan z mirom v Olivi). Friderik Viljem je centraliziral in uredil upravljanje države po regijah. Vpeljal je stalne davke in stalno vojsko. Odvzel je oblast plemstvu, a mu istočasno omogočil, da je zavzelo vodilne položaje v vojski. Vzpodbujal je priseljevanje in moderniziral kmetijstvo. Z vodnimi kanali, ki so povezovali reke, je izboljšal prometne povezave. S potsdamskim ediktom je leta 1685 omogočil organizirano priseljevanje francoskih hugenotov in drugih verskih pribežnikov na redko naseljena območja vzhodne Prusije. Z uspešnim vodenjem države si je prislužil vzdevek Veliki volilni knez.

## Pridobitev kraljevskega naslova
Sin Velikega volilnega kneza, Friderik (1688-1713), je, tudi pod vplivom svoje žene Sofije Hannoverske, državni denar usmerjal v pospeševanje znanosti in kulture. Leta 1694 je ustanovil univerzo v Halleju, 1696 akademijo umetnosti, 1700 pa (pod vplivom Leibniza) še znanstveno društvo (iz katerega se je razvila akademija znanosti). Sledila je načrtna gradnja Berlina. V državniškem pogledu se je kasneje izkazala kot izredno pomembna pridobitev kraljevske krone, ki mu je ob blišču, ki si ga je ustvaril, še manjkala. Za zasluge pruske vojske v vojnah Svetega rimskega cesarstva in za ogromno količino zlata mu je cesar Leopold I. dovolil, da se je zunaj cesarstva, v Königsbergu, 18. januarja 1701 okronal za "kralja v Prusiji". Ob dosežkih njegovih vladarsko zelo uspešnih naslednikov je naziv kraljevina kmalu prešel na celotno personalno unijo brandebruških Hohenzolerjev. (Francija je pruski kraljevi naslov priznala na mirovnih pogajanjih v Utrechtu, 1713.)

## Utrditev države in vojske
Povsem iz drugačnega testa je bil Friderikov sin in naslednik Friderik Viljem I. (1713-40). Takoj ko je zavladal, je v svoje roke prevzel vse državne posle. Ukinil je nepotrebne stroške, izdelal državni proračun in ni dovolil izdatkov zunaj njega. Zadolževanje ni bilo več dovoljeno. Na novo je dal oceniti donosnost posestev in namesto mnogih davkov uvedel enega, ki je obvezoval vse prebivalstvo, vključno plemstvo. Meščanstvo je bilo deležno gospodarskih vzpodbud in je vse več prispevalo v proračun. Finance je nadzoroval direktorat za finance, ki je imel svoj uradniški aparat razčlenjen po kantonih. Prihodki od davkov so se v njegovem času podvojili in ob koncu vladanja je svojemu nasledniku zapustil v državni zakladnici 8 milijonov talarjev.
Vzpodbujal je razvoj gospodarstva, pospeševal kmetijstvo in vabil protestantske begunce iz Evrope na redko naseljena ozemlja vzhodne Prusije.
Prizadeval si je za obvezno osnovno šolstvo. Na univerzah v Halleju in Frankfurtu na Odri je dal odpreti katedre za izobraževanje uradnikov. Vzgojil je nov tip uradništva, za katerega so bili značilni delavnost, varčnost, zvestoba in velik čut pripadnosti državi.
Največjo pozornost pa je posvečal vojski, za katero je šlo 85 % državnega proračuna in za katere razvoj je skrbel gneralni komisarijat za vojsko. Kmetom je naložil splošno vojaško obveznost, odvisno od gmotnega in socialnega položaja njihovih družin. Plemiški sinovi pa so se šolali v oficirskih šolah. S časom se je izoblikoval stan tipičnih pruskih oficirjev, za katere je značilna poslušnost, vztrajnost in popolna pripadnost vladarju. Vojska je v njegovem času narasla na 76.000 mož.
Prusija je v času Friderika Viljema I. z utrehtskim mirom (1713) dobila od Francije kneževino Neuchâtel (na meji med Švico in Francijo) in jugovzhodni del vojvodine Gelderland (ob Meusi); z udeležbo v veliki severni vojni je z mirom v Stockholmu (1720) od Švedske dobila del Zahodnega Pomorjanskega s Szczecinom.

## Vojne in ozemeljske pridobitve Friderika Velikega
Friderik II. (1740-86), sin Friderika Viljema I., ki je kot mladenič kazal zanimanje za filozofijo in znanost, je že sedem mesecev po prihodu na prestol osupnil Evropo, ko je prekoračil nebranjeno mejo tedaj avstrijske Šlezije. To je pospešilo izbruh (širše evropske) avstrijske nasledstvene vojne (1740-48), ki se je prepletala z bojem za Šlezijo med Prusijo in Avstrijo (prva in druga šlezijska vojna, 1740-42 in 1744-45) in se nadaljeval v sedemletni vojni (1756-63). Kljub temu, da je bil Friderik II. genialen vojskovodja in da je od očeta podedoval močno in disciplinirano vojsko ter polno blagajno denarja, pa se je njegova tvegana politika na koncu izšla le s pomočjo sreče; dolgotrajno bojevanje je državo izčrpalo in ko je že kazalo, da bo Prusija klonila pod težo bremen, je umrla Friderikova velika nasprotnica v sedemletni vojni in osebna sovražnica, ruska carica Elizabeta. Na ruski prestol je prišel car Peter III., ki je bil fanatični oboževalec pruskega kralja. S Friderikom je sklenil zavezništvo in dogodki so se spet obrnili v prid Prusije. 15. februarja 1763 se je Avstrija s podpisom miru na saškem gradu Hubertusburg dokončno odpovedala Šleziji.
Prusija je z rodovitno, z rudninami bogato in gospodarsko razvito Šlezijo pridobila ozemlje, ki je bilo odločilnega pomena za njen nadaljnji razvoj. Z vojaškimi zmagami si je pridobila tudi ugled evropske velesile, ki je poslej odločilno vplivala na krojenje evropske politike. To se je pokazalo že leta 1772 ob prvi delitvi Poljske med Rusijo, Prusijo in Avstrijo. Tedaj je Prusija dobila ozemlje Kronske Prusije (brez Gdanska), ki je povezalo ozemlje nekdanje Vojvodske Prusije z matičnimi brandenburškimi posestmi. Že prej (1744) je Prusiji pripadla tudi Vzhodna Frizija, ko je tam izumrla domača dinastija Cirksena.
Friderik se je imel za "prvega služabnika države". V upravnem sistemu svojega očeta ni naredil velikih sprememb, vpeljal pa je izboljšave v pravni in vzgojni sistem, v podporo umetnosti in znanosti. Zagovarjal je svobodo veroizpovedi, skušal zbližati med seboj različne cerkve in dati več prostora veliki katoliški manjšini znotraj državne evangeličanske cerkve. S svojimi dejanji si je prislužil poimenovanje Veliki.

## Čas koalicijskih vojn proti revolucionarni Franciji in Napoleonu
Friderika Velikega je nasledil njegov nečak Friderik Viljem II. (1786-97), ki ni bil niti približno tako pomemben vladar kot njegov stric. Vladanje je raje prepuščal svetovalcem. Leta 1791 je kupil mejni grofiji Ansbach in Bayreuth in dobil mnogo večja ozemlja na vzhodu ob drugi (1793) in tretji (1795) delitvi Poljske.
Prusija je leta 1795 izstopila iz protifrancoske koalicije in v Baslu sklenila mir z Napoleonom, ki je pruskim Hohenzollerjem obljubil volilno kneževino Hannover. S tem je Prusija pridobila deset let mirnega gospodarskega razvoja, ko je lahko s hrano in potrebščinami oskrbovala v sosedstvu bojujoče se vojske. Kljub temu je Friderik Viljem II. zapustil svojemu sinu državo v finančnem neredu.
Friderik Viljem III. (1797-1840) se je v spoštovanju do Napoleona sprva previdno držal politike nevtralnosti, kar je privedlo do osamitve Prusije. Ko pa je leta 1806 (potem ko je Napoleon ustanovil Rensko zvezo in je Hannover obljubil Britancem) Franciji napovedal vojno, je bilo prepozno, da bi odvrnil katastrofo. V bitki pri Jeni in Auerstädtu je nekdaj nepremagljiva pruska vojska doživela katastrofalen poraz, kateremu je sledil hiter zlom države. Z mirom v Tilsitu se je morala Prusija odpovedati posestim zahodno od Labe, vsem posestim, ki jih je dobila z drugo in tretjo delitvijo Poljske skupaj z južnim delom ozemlja iz prve delitve; Napoleonu je morala plačati izjemno visoko odškodnino in sprejeti okupacijsko vojsko na velik del svojega ozemlja.
Polom je razkril, kako močno je država nazadovala od časov Friderika Velikega. Nujnost upravnih, vojaških in socialnih reform je bila očitna in kralj je nerad privolil vanje. Prvi minister baron von und zum Stein je z aktivnejšim vključevanjem državljanov v skupne zadeve vzbudil pozitiven odnos in solidarnost do države. Razglasil je osebno svobodo in svobodo zemljiške posesti in do leta 1810 izpeljal odpravo podložništva v vsej Prusiji. Z zakonom o občinski upravi je uvedel mestno samoupravo, kabinetno vlado pa nadomestil s sodobno državno upravo s petimi strokovnimi ministrstvi (notranjim, finančnim, zunanjim, vojnim, pravosodnim). Potem ko je bil na zahtevo Napoleona razrešen, je njegovo delo nadaljeval Karl von Hardenberg, prvi minister od leta 1810.
Nalogo reorganizacije pruske vojske je prevzel Gerhard von Scharnhorst in pri tem upošteval izkušnje s strategijo in taktiko francoske armade. Preoblikoval je izobraževanje častnikov, pri čemer je postavil sposobnost pred poreklo. Napoleonov ukaz (1808) o omejitvi pruske vojske na 42.000 mož je obšel tako, da je vpeljal sistem, po katerem so rekrute hitro usposabljali in jih menjavali; marca 1813 je izsilil obvezno služenje vojaščine in imel na ta način tedaj na razpolago 300.000 vojakov.
Intelektualna in umetniška gibanja so vzpodbujala domoljubje in kult svobode. V Berlinu so se v tem obdobju zbrali najprodornejši misleci tedanje Nemčije (Johann Gottlieb Fichte, Friedrich Schleiermacher in Wilhelm von Humboldt) in z ustanovitvijo berlinske univerze postavili temelje eni najboljših visokih šol na vsem nemškem območju.
Karl von Hardenberg je spretno vodil Prusijo skozi težko leto 1812, ko sta morali Prusija in Avstrija v prisiljenem zavezništvu s Francijo spremljati Napoleona v napad na Rusijo.
Napoleonov umik iz Moskve je bil znak za vstajo proti Francozom. Prusija je razveljavila svojo zvezo s Francijo in se v "osvobodilni vojni" priključila šesti koaliciji. Pruska vojska, ki sta jo vodila Gebhard Leberecht von Blücher in August Neithardt von Gneisenau, je prevzela večji del bremena v bitki pri Leipzigu (1814) in v nadaljnjih bojih vse do bitke pri Waterlooju (1815).

## Prusija po dunajskem kongresu
Dunajski kongres (1814-15) se je za Prusijo iztekel zelo ugodno. Niso ji sicer vrnili Vzhodne Frizije, Lingna, Hildesheima, Ansbacha in Bayreutha in ničesar od pridobitev tretje delitve Poljske, od druge pa le Gdansk in poznanjsko pokrajino. A ostala ozemlja, ki jih je posedovala leta 1803, je dobila nazaj praktično v celoti in k temu še precej novih. To so bila:
- ozemlja odvzeta kraljevini Saški, ki jih je Prusija povezala z ostalimi pruskimi ozemlji na zahodnem bregu Labe v prusko pokrajino Saško,
- ozemlja zahodno in vzhodno od Rena, ki jih je Prusija s svojimi starimi ozemlji združila v Rensko pokrajino in pokrajino Vestfalijo; ta je vključevala Porurje, središče nemške porajajoče se industrializacije, predvsem vojaške industrije,
- prej švedski del Prednjega Pomorjanskega (Vorpommern) z otokom Ruegen, ki so ga z ostalimi pruskimi pomorjanskimi ozemlji združili v Pomorjansko pokrajino.

Poleg tega je z mirom v Parizu leta 1815 Francija Prusiji prepustila Saarlouis in Saarbrücken, ki ju je Prusija vključila v Rensko pokrajino.
Po letu 1815 se je tako prusko ozemlje razprostiralo neprekinjeno od Njemna na vzhodu do Labe na zahodu, velika pruska ozemlja zahodno od Labe pa so bila zaenkrat še nepovezana. Kot edina velesila s pretežno nemško govorečim prebivalstvom je postala Prusija Avstriji potencialna tekmica za prevlado v Nemški zvezi, ki je bila tudi ustanovljena na dunajskem kongresu. Obe državi sta skupaj z Rusijo ustanovili Sveto alianso, ki so se ji postopoma priključile tudi druge države.

## Restavracija konservativnega sistema
Kot druge evropske monarhije je po dunajskem kongresu tudi Prusija stopila na pot restavracije starega, konservativnega režima. V maju 1815 je Friderik Viljem III. sicer obljubil novo ustavo, a obljube ni izpolnil, kajti konservativna kraljeva oblast se je zelo bala demokratizacije in liberalizacije. S karlovarskim sklepi
,
naperjenimi proti "demagoškemu rovarjenju", je Prusija v tem pogledu našla zaveznico v Avstriji.
Leta 1823 je kralj k soodločanju na državnem nivoju pritegnil močno konservativne stanovske pokrajinske skupščine. Gospodarski razlogi in ločenost države na dva dela so državo silili v zmanjšanje in poenostavitev carin (1818). Leta 1834 je bila ustanovljena Nemška carinska zveza, kateri so se do leta 1852 priključile vse nemške države razen Avstrije in Hamburga. Leta 1838 so začeli pospešeno graditi železniško omrežje.
Domoljubi so zastonj upali, da bo mladi kralj Friderik Viljem IV. (1840-61) bolj naklonjen demokratizaciji. Ker pa je gradnja vzhodne železnice zahtevala privolitev vseh pokrajin v sofinanciranje, je kralj leta 1847 vendarle moral sklicati zbor predstavnikov vseh pokrajinskih skupščin, na katerem pa ni dovolil nobenih ustavnih razprav.
Pariška februarska revolucija je 18. marca 1848 tudi v Berlinu sprožila revolucionarno vrenje. Prestrašeni kralj je popustil zahtevam revolucionarjev in dovolil sklic narodne skupščine, ki je začela sestavljati ustavo, a je že decembra dal z vojsko zasesti Berlin, razpustil skupščino in leta 1850 izdal oktroirano ustavo, ki je potem veljala vse do leta 1918.
Vzporedno so v frankfurtskem zveznem parlamentu potekale razprave o bodoči organiziranosti Nemške zveze. Potem ko je propadla "velikonemška" varianta z vključitvijo nemško govorečih avstrijskih dežel, je obveljala "malonemška" varianta, združitev nemških držav pod vodstvom Prusije. Frankfurtski parlament je Frideriku Viljemu IV. ponudil nemško krono, a jo je ta odklonil, kajti pripravljen bi jo bil sprejeti le (tako kot nekoč cesar Svetega rimskega cesarstva) od nemški knezov. S tem je tudi ta varianta združitve Nemčije propadla. Med tem je pruska vojska pomagala zatreti vstaje v južni Nemčiji.
A tekmovanje za vodenje Nemške zveze se je nadaljevalo in Prusija je v marcu-aprilu 1849 v Erfurtu sklicala predstavnike nemških držav brez Avstrije, da sestavijo ustavo Nemške zveze pod vodstvom Prusije. Hannover in Saška sta se že med zasedanjem distancirala od nove zveze in po vojaškem pritisku Avstrije, ki jo je podpirala tudi Rusija, se je Prusija svojemu erfurtskemu načtru odrekla. Nemška zveza je ostala skoraj povsem takšna kot pred letom 1848. Prusija in Avstrija sta spet složno dušili demokratična in nacionalna gibanja.
Prusija je leta 1850 dobila dvodomni parlament: zgornji dom (Herrenhaus) je imenoval kralj izmed predstavnikov veleposestnikov in mest, nekatere tudi z dedno pravico; spodnji dom (Landtag) so izvolili davkoplačevalci, razvrščeni v tri razrede glede na višino plačanih davkov. Kralj je zase obdržal vso izvršno oblast in ministri so odgovarjali samo njemu.
Leta 1857 je Friderik Viljem IV. duševno zbolel in regentstvo je prevzel njegov brat, princ Viljem. Postavil je novo liberalno vlado in za kratek čas je med naprednimi državljani zavladalo upanje na "novo ero", ki pa ni dolgo trajalo.
Po bratovi smrti (1861) je Viljem postal pruski kralj Viljem I. (1861-88). Že v naslednjem letu je prišlo do ustavnega spora, ko spodnji dom parlamenta (Landtag) ni hotel potrditi drage reorganizacije vojske, ki jo je predlagal kralj in jo je potrdil zgornji dom parlamenta (Herrenhaus). Viljem je kot zadnjo možnost izhoda iz krize imenoval za pruskega ministrskega predsednika Otta von Bismarcka. Ta je spor razrešil z razlago, da je nastala situacija posledica luknje v ustavi in da je kralj dolžan voditi državo po svoje, dokler parlamentarna zbora ne najdeta skupne rešitve. Odtlej je Prusiji vladal Bismarck in večkrat vlekel tudi poteze, ki kralju niso bile po godu.

## Bismarckovo združevanje Nemčije
Bismarck je bil od vsega začetka odločen, da zagotovi Prusiji primat v Nemški zvezi. Z njim na svoji strani so postali "malonemci" v frankfurtskem parlamentu vse bolj samozavestni. Zavračali so predloge Avstrije in podpirali Bismarckove, četudi so bili vloženi s figo v žepu vedoč, da jih Avstrija ne more sprejeti.
Ob krizi, nastali v zvezi s Schleswig-Holsteinom, ko je Danska leta 1863 poskušala s spremembo ustave vezati vojvodino Schleswig (s pretežno nemškim prebivalstvom) na svojo kraljevino močneje, kot je bilo določeno s prejšnjimi sporazumi, sta Prusija in Avstrija zadnjič nastopili skupaj. Ko sta zmagali v nemško-danski vojni (1864) in se je morala Danska z mirom na Dunaju odpovedati vojvodinam Schleswig, Holstein in Lauenburg, se državi dolgo časa nista mogli zmeniti, kako si bosta plen razdelili. Avgusta 1865 sta se v Gasteinu vendarle dogovorili, da bo Prusija upravljala Schleswig in Avstrija Holstein, medtem ko je svoje pravice do Lauenburga Avstrija Prusiji prodala. Dogovor naj bi ostal tajen.
A naslednjo pomlad so se odnosi ponovno zaostrili in 8 aprila 1866 je Prusija z Italijo sklenila zvezo, ki ni bila v skladu s pravili Nemške zveze, saj je bila naperjena proti Avstriji. Ko je potem Avstrija posredovala sklepe gasteinskega dogovora Nemški zvezi, je Prusija zasedla Holstein.
10. junija je Prusija objavila "program zvezne reforme", ki je zahteval izključitev Avstrije iz Nemške zveze. 14. junija je bundesrat na avstrijsko zahtevo sprejel sklep o mobilizaciji proti Prusiji, na kar je pruski predstavnik proglasil Nemško zvezo za neobstoječo in začela se je t. i. Nemška vojna.
V sedemtedenski Nemški vojni je Prusija gladko zmagala. Z mirom v Pragi je poleg vojvodin Schleswig in Holstein dobila še nemške državice Hannover, Hessen-Kassel, Nassau in Frankfurt na Majni ter s tem ozemeljsko povezala svoje staropruske posesti z obrenskimi. Pri tem je Bismarck pazil, da ni anektiral nobene pokrajine, ki je prej pripadala Avstriji, kajti še vedno je računal nanjo kot na bodočo zaveznico.
Nemško zvezo so razpustili. Namesto nje je Prusija 21 držav severno od Majne vključno s Saško povezala v Severnonemško zvezo. Na drugi strani so se južnonemške države na podlagi sporazuma med Prusijo ter Bavarsko, Württembergom, Badnom in Hessen-Darmstadtom združile v svojo zvezo. Dodatno pa so sklepale tudi individualne obrambne pogodbe s Prusijo, ki so (do francosko-nemške vojne) ostajale tajne.
Severnonemška zveza je aprila 1867 dobila dokaj sodobno ustavo. Vpeljala je tri zvezne organe: predsednika zveze, zvezni svet (Bundesrat), v katerem so sedeli predstavniki vlad držav članic, in zvezno skupščino (Reichstag), konstituirano na podlagi neposredne, enake in splošne volilne pravice (moških nad 25 let). Funkcija zveznega predsednika je bila dedna, opravljal jo je pruski kralj. Tako je odločal o miru in vojni, imenoval zveznega kanclerja in poveljeval vojski. Zakoni so postali veljavni, ko sta jih potrdila zvezna skupščina in zvezni svet. Izvršni organ je bil zvezni kancler (ves čas Otto von Bismarck).
Po nastanku Severnonemške zveze so se začele napetosti med nekdanjima zaveznicama Prusijo in Francijo. Luksemburška kriza (april 1867) se je stopnjevala s pruskim spogledovanjem s španskim prestolom. Bismarck, ki bi mu vojna s Francijo prišla prav za
utrditev položaja Prusije, je kot provokacijo uporabil depešo, ki mu jo je kralj poslal iz zdravilišča Ems in je v njej Bismarcka obveščal o srečanju s francoskim odposlancem; Bismarck je depešo nekoliko preoblikoval, tako da je bila žaljiva za Francoze, in jo objavil. Napoleon III., užaljen in prepričan, da je Nemčija razdeljena na severni in južni del, ki se bosta ob prvi priliki spopadla, je Prusiji napovedal vojno. A vse nemške države so stopile na prusko stran in premagale Francoze. Po porazu pri Sedanu se je znašel v ujetništvu tudi Napoleon III. Ko so Nemci še oblegali Pariz, v katerem je izbruhnila vstaja in so revolucionarji razglasili tretjo republiko, se je pruski kralj 18. januarja 1871 (ob 170-letnici kronanja Friderika I.) v Versaillesu okronal za nemškega cesarja (ne za cesarja Nemčije).
Po kapitulaciji je morala Francija po mirovni pogodbi, podpisani v Pragi, plačati Nemčiji visoko vojno odškodnino (5 milijard frankov) in ji odstopiti Alzacijo (brez Belforta) in del Lorene z Metzom. Novo pridobljeno ozemlje so Nemci oblikovali v novo zvezno deželo Alzacijo in Loreno.
V Nemško cesarstvo so vstopile tudi dežele Bavarska, Baden in Württemberg. S cesarstvom je bila udejanjena malonemška varianta združevanja nemško govorečih prebivalcev v nacionalno državo.

## Prusija v Nemškem cesarstvu
Nemško cesarstvo je bilo formalno zveza držav, kraljevin in vojvodin, ki so jo sestavljale. Kraljevina Prusija je bila nesorazmerno velika zvezna enota, ki je zavzemala 60 % ozemlja cesarstva in še nekoliko večji del prebivalstva. Cesarska vojska je bila praktično povečana pruska armada, čeprav so Bavarska, Württemberg in Saška zadržale svoje armade in so jim v mirnem času tudi poveljevale. V Prusiji je še vedno veljala ustava iz leta 1850 in spodnji dom pruskega parlamenta (Landtag) so še vedno volili volivci, razvrščeni v tri skupine po višini plačanega davka. Takšna ureditev je ohranjala nemoteno vladanje aristokratskih slojev. Tako je bila Prusija znotraj cesarstva trdnjava konservativizma.
Drugače je bilo v cesarstvu, kjer je veljala le malo spremenjena ustava Severnonemške zveze. Ta je zagotavljala enotno in splošno volilno pravico vsem moškim nad 25 let. Tisk je ustvarjal javno mnenje in že dobro izoblikovane politične stranke so med seboj tekmovale za sedeže v spodnjem domu parlamenta (Reichstag); ta je sprejemal zakone in odločal o davkih. Zvezni kancler ob predlaganju zakonov ni mogel obiti stališča parlamentarne večine.
Po ustavi cesarstva je bil na čelu cesarstva pruski kralj, ki je bil istočasno nemški cesar. Njegov pruski ministrski predsednik je obenem opravljal mnogo zahtevnejšo nalogo zveznega kanclerja. Reichstag je postal središče političnega dogajanja. Zgodovina Prusije se je tako stopila z zgodovino Nemškega cesarstva.
Zgodovino Nemškega cesarstva bi lahko zelo grobo razdelili na dva dela: 
- na čas do leta 1890, ko je cesarstvo vodil zvezni kancler Otto von Bismarck in
- na čas od tod naprej do konca prve svetovne vojne, 1891-1918, ko je aktualno politiko v veliki meri krojil cesar Viljem II.

V prvih letih Bismarckovega vodenja cesarstva (1871-1878/79), ki so sovpadala z velikim povojnim zagonom nemškega gospodarstva, deloma financiranim s francoskimi reparacijami, so interesi države sovpadali z interesi liberalnih strank. Za liberalno obdobje Bismarckovega vladanja so bile značilne reforme, ki so odpravljale ovire razvoja in pospeševale podjetništvo in trgovino, in pa kulturni boj, kot so imenovali prizadevanje za omejitev prevelikega vpliva katoliške cerkve. Temu obdobju je sledilo konservativno obdobje, ko je Bismarck prisluhnil interesnim združenjem, ki so zahtevala zaščito domačega gospodarstva, in konservativnim strankam in je značilno po državnem intervencionizmu in po zakonih "proti družbeno škodljivim prizadevanjem socialne demokracije". Za Bismarckovo zunanjo politiko so bile značilne mednarodne pogodbe o medsebojni pomoči in nenapadanju, ki naj bi ohranjale v Evropi mir in status quo. Ob koncu Bismarckovega obdobja je bilo Nemško cesarstvo na višku gospodarske moči; Nemčija (in z njo Prusija) se je izoblikovala v visoko razvito industrijsko državo.
Leta 1890 je mladi cesar Viljem II. (1888-1918) Bismarcka odstavil in odtlej skušal vladati sam. Za sodelavce je izbiral ljudi, ki so se mu podrejali. Po značaju ošaben in ozkega mišljenja je s svojimi nerazsodnimi in pogosto nasprotujočimi si odločitvami izgubil nekdanje prijatelje in zaveznike in cesarstvo pripeljal v osamo. Pri reševanju notranjih problemov je prihajalo do vse večjih polarizacij in blokad. Pojavljale so se kolonialne težnje. V gospodarstvu so dobili velik poudarek vojaški industrijski programi, krepitev vojske in popularna gradnja mornarice. Leta 1914 se je cesarstvo na strani Avstro-Ogrske vpletlo v prvo svetovno vojno. Po kratkem revolucionarnem obdobju ob koncu vojne je Viljem II. kot kralj in cesar odstopil. 9. novembra 1918 je bila v Berlinu ustanovljena republika Nemčija, neuradno Weimarska republika.

## Svobodna država Prusija v Weimarski republiki
V pruskem deželnem zboru so na volitvah 1919 zmagali socialdemokrati. Skupščina je leta 1920 sprejela demokratično ustavo. Prusija je postala Freistaat, "svobodna dežela" (v pomenu republika) znotraj Weimarske republike. Z mirom v Versaillesu je izgubila veliko svojih ozemelj, vseeno pa je bila še vedno daleč največja zvezna enota v Weimarski republiki. Z odpravo starega pruskega volilnega sistema so nekateri njeni deli postali trdnjava levice. V "rdečem Berlinu" in industrijskem Porurju s pretežno delavskim prebivalstvom so prevladovale leve stranke.
V obdobju 1919-32 je v Prusiji vladala koalicija socialdemokratov, katoliškega centra in nemških demokratov; v obdobju 1921-25 so koalicijske vlade vključevale tudi nemško ljudsko stranko. Večinska vlada demokratičnih strank v Prusiji nikdar ni bila ogrožena (v tem se je razlikovala od drugih dežel Weimarske republike). Pa vendarle je od leta 1930 v vzhodni Prusiji in v nekaterih industrijskih predelih nacistična stranka Adolfa Hitlerja dobivala vse večji vpliv in popularnost, zlasti pri nižjih in srednjih slojih. Z izjemo katoliške Zgornje Šlezije je leta 1932 postala nacistična stranka najmočnejša tudi v Prusiji. Kljub temu je koalicija demokratičnih strank v pruskem parlamentu (Landtag) obdržala večino, med tem ko so bili nacisti in komunisti v opoziciji.
Otto Braun, po rodu iz Vzhodne Prusije, eden najuspešnejših socialdemokratskih politikov v zgodovini, je bil skoraj neprekinjeno od leta 1920 do leta 1932 pruski ministrski predsednik. Skupaj z notranjim ministrom Carlom Severingom je izpeljal številne premišljene reforme, mnoge je prevzela tudi kasnejša ZRN. Pruskega ministrskega predsednika je bilo mogoče odstaviti le v primeru, če je potencialni naslednik razpolagal s "pozitivno večino" (ta koncept, poznan kot "konstruktivni glas nezaupanja" je bil kasneje prenesen v ustavni zakon ZRN). Franz von Papen, zvezni kancler v obdobju junij-december 1932, je moral zato julija 1932 izvesti t. i. "pruski udar", da je spravil Brauna z oblasti. Pruski udar je čez pol leta Hitlerju olajšal prevzem oblasti v Nemčiji, saj je imel ta na razpolago ves aparat pruske vlade, vključno policijo.

## Razpustitev Prusije
Po Hitlerjevem prevzemu kanclerskega položaja v rajhu, 30. januarja 1933, so nacisti postavili za zveznega komisarja v pruskem notranjem ministrstvu Hermanna Göringa, ki je tako dobil pod svoj nadzor prusko policijo. Aprila 1933 ga je Hitler imenoval za pruskega ministrskega predsednika.
Sledili so zakoni, s katerimi so nacisti v rajhu prevzeli vso oblast v svoje roke (1933 Ermächtigungsgesetz, 1934 Gesetz über den Neuaufbau des Reiches, 1935 Reichsstatthaltergesetz). Z njimi so vlade zveznih dežel prišle pod nadzor nacističnih guvernerjev rajha. Vzporedno je postajalo vse pomembnejše organiziranje nacistične stranke po okrožjih ("gauih"), katerih vodje, "gaulajterje" je imenoval Hitler kot vodja nacistične stranke.
V Prusiji je šla ta centralistična politika še dlje. Leta 1934 so združili skoraj vsa ministrstva in le nekaj oddelkov je ostalo neodvisnih. Sam Hitler je postal formalno guverner Prusije. Njegovo funkcijo je kot ministrski predsednik izvrševal Hermann Göring.
Med drugo svetovno vojno je Nemčija ponovno anektirala pruska ozemlja, ki so bila z versajskim mirom prenesena na Poljsko.
Leta 1945, po porazu v drugi svetovni vojni, je prišla Nemčija pod nadzor štirih zmagovitih zaveznikov - Združenega kraljestva, Združenih držav, Sovjetske zveze in Francije. Severna Vzhodna Prusija je bila priključena SZ; ostali deli Nemčije vzhodno od črte Odra-Nisa so bili dodeljen Poljski; ostanek je bil razdeljen med sovjetsko, britansko in Francosko okupacijsko cono.
Zavezniški nadzorni svet je 25. februarja 1947 formalno razglasil razpustitev Prusije.